# Volksbank BraWo Stiftung
Die Volksbank BraWo Stiftung ist eine rechtsfähige Stiftung des bürgerlichen Rechts mit Sitz in Braunschweig. Sie wurde 2005 von der Volksbank BRAWO eG gegründet und fördert soziale, gemeinnützige, wissenschaftliche und kulturelle Unternehmungen.

## Aufgaben der Stiftung
Die Stiftung hat die Aufgabe, im Geschäftsbereich der Volksbank BraWo Aktivitäten in den Feldern Bildung und Erziehung, Kunst und Kultur, Völkerverständigung, Jugend- und Altenhilfe, Wohlfahrtspflege, Heimatpflege, Naturschutz, Landschaftspflege, Sport und Wissenschaft sowie mildtätige Zwecke zu fördern. Schwerpunkte sind Projekte für Kinder und Jugendliche. Die Stiftung verfolgt keine eigenwirtschaftlichen, sondern ausschließlich gemeinnützige Zwecke.
Das Stiftungskapital beträgt 30 Millionen Euro. Zu dem Gründungskapital von 10 Millionen Euro erfolgten 2010 und 2016 Zustiftungen von jeweils 10 Millionen Euro. Im Jahr 2015 verwendete die Volksbank BraWo Stiftung insgesamt über 1,2 Millionen eigener Erträge und Spendengelder für stiftungsgemäße Projekte und 16 Förderungen.
Seit ihrer Gründung förderte die Stiftung in der Region Braunschweig-Wolfsburg über 425 Projekte, die mehr als 52.250 Kindern und Jugendlichen zugutekamen. Dabei arbeitete die Stiftung eng mit dem Kindernetzwerk United Kids Foundations zusammen, das ebenfalls 2005 von der Volksbank BraWo gegründet wurde und Ernährungs-, Bewegungs- und Bildungsprojekte unterstützt. Die gemeinsame Spendenkampagne "1000 × 1000" erbrachte bis Ende 2015 insgesamt 12,8 Millionen Euro.

## Organisation
Die Leitung der Stiftung besteht aus einem dreiköpfigen Vorstand:
- Thomas Fast (Vorsitzender)
- Claudia Block
- Steffen Helbing

Der Vorstand wird von einem Stiftungsrat aus sechs Personen überwacht.